# 威廉·E·米勒
威廉·愛德華·米勒（英語：William Edward Miller；1914年3月22日—1983年6月24日），美國共和黨政客，於1951年至1965年出任紐約州的眾議員，他於1964年作為貝利·高華德的副手參選總統，敗給林登·詹森。